# ТЕС Ібіріте
19°59′23″ пд. ш. 44°5′47″ зх. д. / 19.98972° пд. ш. 44.09639° зх. д.
ТЕС Ібіріте — теплова електростанція у бразильському штаті Мінас-Жерайс. Певний час носила назву ТЕС Ауреліано Чавес на честь одного з губернаторів штату.
У 2002 році на майданчику станції стала до роботи газова турбіна потужністю 150 МВт. В подальшому її доповнили котлом-утилізатором, від якого живиться парова турбіна з показником у 76 МВт
ТЕС розрахована на споживання природного газу, який надходить до Мінас-Жерайсу по трубопроводу Gasbel.
Для охолодження використовують воду із річки Ібіріте (сточище Ріо-Параопеба).
Видача продукції відбувається по ЛЕП, розрахованій на роботу під напругою 138 кВ.